# Cecidomyia inaequalis
Cecidomyia inaequalis är en tvåvingeart som först beskrevs av George Ledyard Stebbins 1910.  Cecidomyia inaequalis ingår i släktet Cecidomyia och familjen gallmyggor. Inga underarter finns listade i Catalogue of Life.